# Ковиле (Потенца)
Ковиле (итал. Covile) је насеље у Италији у округу Потенца, региону Базиликата.
Према процени из 2011. у насељу је живело 38 становника. Насеље се налази на надморској висини од 576 м.